# إلغاء الخلافة العثمانية
ألغيت الخلافة العثمانية وهي آخر خلافة معترف بها في العالم، في 3 مارس 1924 (27 رجب 1342 هـ) بمرسوم من الجمعية الوطنية الكبرى لتركيا. وكانت تلك العملية إحدى إصلاحات أتاتورك بعد إزاحة السلطنة العثمانية واستبدالها بجمهورية تركيا. وخلع عبد المجيد الثاني آخر خليفة عثماني.
كان الخليفة اسميًا الزعيم الديني والسياسي الأعلى لجميع المسلمين في أنحاء العالم. وفي السنوات التي سبقت الإلغاء، أثناء الثورة التركية المستمرة، أثار المستقبل الغامض للخلافة ردود فعل قوية في المجتمع الإسلامي السني في جميع أنحاء العالم. وعارضت حركة الخلافة الهندية الإلغاء المحتمل للخلافة، وأثارت جدلاً ساخنًا في جميع أنحاء العالم الإسلامي. ولكن جاء الإلغاء سنة 1924، بعد أقل من 18 شهرًا من إلغاء السلطنة العثمانية التي كان السلطان العثماني قبلها خليفة بحكم منصبه.
وبحسب المعلومات فقد عرض مصطفى كمال باشا (أتاتورك) الخلافة على أحمد الشريف السنوسي بشرط أن يقيم خارج تركيا؛ رفض السنوسي العرض وأكد دعمه لعبد المجيد. تم اقتراح ما لا يقل عن ثلاثة عشر مرشحًا مختلفًا للخلافة في السنوات اللاحقة، لكن لم يتمكن أي منهم من الحصول على إجماع على الترشح في جميع أنحاء العالم الإسلامي. ومن بين المرشحين عبد المجيد الثاني وسلفه محمد السادس والحسين بن علي شريف مكة وملك المغرب يوسف والأمير أمان الله خان ملك أفغانستان والإمام يحيى من اليمن والملك فؤاد الأول ملك مصر. وعقدت «مؤتمرات الخلافة» غير الناجحة في إندونيسيا سنة 1924 و 1926 في القاهرة و 1931 في القدس.

## الوحدة الإسلامية العثمانية
أطلق السلطان عبد الحميد الثاني في أواخر القرن التاسع عشر برنامج الوحدة الإسلامية في محاولة لحماية الدولة العثمانية من الهجمات الغربية وتقسيمها، ولإلغاء المعارضة الديمقراطية في الداخل.
فأرسل مبعوثًا إلى الهند في أواخر القرن التاسع عشر. فأثارت قضيته العاطفة الدينية والتعاطف بين المسلمين الهنود. بدأ عدد كبير من القادة الدينيين المسلمين العمل على نشر الوعي وتطوير المشاركة الإسلامية لصالح الخلافة. من بين هؤلاء حاول مولانا محمود حسن تنظيم حرب استقلال وطنية ضد الحكم البريطاني بدعم من الدولة العثمانية.

## نهاية السلطنة

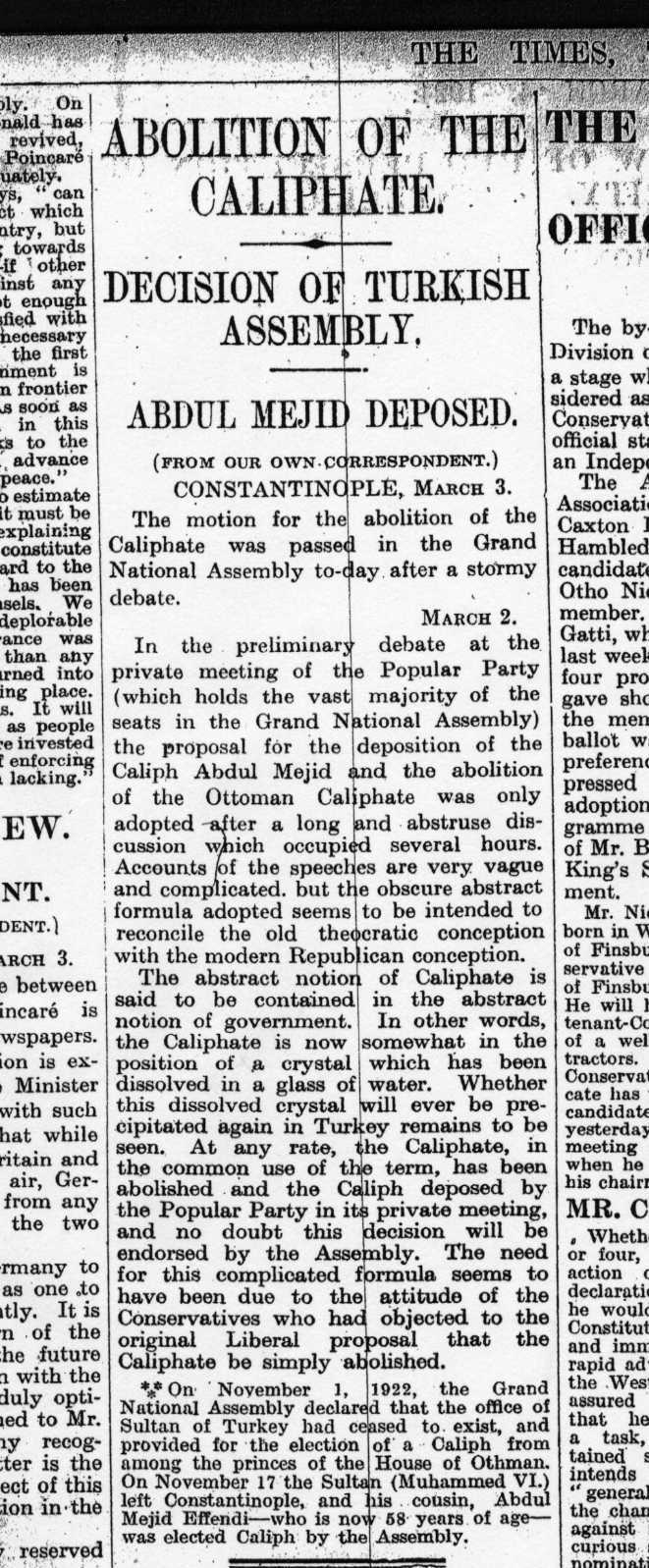
خبر إلغاء الخلافة سنة 1924 كما ورد في صحيفة تايمز أوف لندن، 3 مارس 1924

بعد هزيمة العثمانيين في الحرب العالمية الأولى، حاول السلطان محمد السادس تحت قيادة الحلفاء قمع الحركات القومية، وحصل على فتوى رسمية من شيخ الإسلام تعلن أنها غير إسلامية. لكن القوميين اكتسبوا زخمًا باطراد وبدأوا يتمتعون بتأييد واسع النطاق. شعر الكثير أن الأمة جاهزة للثورة. في محاولة لتحييد هذا التهديد، وافق السلطان على إجراء انتخابات على أمل استرضاء واستمالة القوميين. فاجتاح القوميين صناديق الاقتراع، مما دفع دول الحلفاء إلى حل المجلس العمومي العثماني في أبريل 1920.
في نهاية حرب الاستقلال التركية صوت المجلس الوطني الكبير للحركة التركية الوطنية بفصل الخلافة عن السلطنة وألغى الأخيرة في 1 نوفمبر 1922. بدت الجمعية الوطنية في البداية على استعداد للسماح بمكان للخلافة في النظام الجديد ولم يجرؤ مصطفى كمال على إلغاء الخلافة تمامًا، لأنها لا تزال تحظى بدعم قوي جدًا من عامة الناس، حيث أن الخلافة متمثلة بقوة في بيت عثمان. وفي 19 نوفمبر 1922 انتخبت الجمعية الوطنية التركية ولي العهد الأمير عبد المجيد خليفةً في أنقرة. فجعل مقره في إسطنبول في 24 نوفمبر 1922، ولكن المنصب مجرد من أي سلطة، ولم يدم حكمه الصوري طويلاً.

## إلغاء الخلافة

### ماقبل الإلغاء

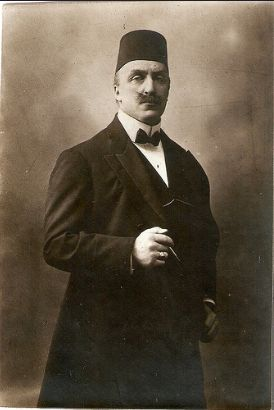
عبد المجيد أفندي آخر خليفة عثماني

تم الإعلان عن رحيل وحيد الدين عن تركيا وانتخاب الخليفة الجديد للجمهور في 19 نوفمبر من خلال الصحافة. فبعد إلغاء السلطنة أبدت الحكومة اهتمامًا كبيرًا بجعل الخلافة لقبًا صوريًا لمنع استمرار السلطنة تحت أي اسم آخر في نفس السلالة. على الرغم من كل الجهود التي بذلتها حكومة أنقرة التي أرادت عقد حفل ولاء بسيط تولى عبد المجيد أفندي الخلافة باحتفال لامع. ورفض مصطفى كمال هذا الاحتفال وقال بصراحة:
«ليس للخليفة سلطة ولا منصب، فقط رئيس صوري رمزي.»
أراد أنصار الخلافة التقليديون في البرلمان إعطاء الخلافة سلطة سياسية. ولكن المعارضون لهذا التوجه أعربوا عن أفكارهم وأمانيهم في كتيب وزعوه في 15 يناير 1923. ويحمل عنوان «الخلافة الإسلامية والمجلس الوطني الكبير» بتأليف نائب أفيون إسماعيل شكرو، ورد أن إلغاء السلطنة كان مناسبًا، لكن الخلافة لا يمكن إلغاؤها أبدًا. لأن الخليفة لايملك المسؤوليات الروحية فقط بل وأيضا واجباته الدنيوية، وأن يقوم الخليفة بها بمجرد عودة الظروف الاستثنائية إلى طبيعتها، ونصح العالم الإسلامي بالانتظار بصبر. جذب هذا الكتيب الكثير من اهتمام مصطفى كمال، الذي كان خارج أنقرة بسبب جولته القطرية في إزميد في ذلك الوفت، مما أتاح له إظهار مواقفه تجاه الخلافة بوضوح في خطاباته. وذكر في مؤتمره الصحفي في 17 يناير 1923 رداً على سؤال إنه إذا عمل الخلفاء ضد الأمة، فيمكن للأمة طردهم.
في الاجتماع الخامس والعشرين للمجلس الثاني [الإنجليزية] جاءت الشكاوى حول الميزانية المخصصة للخلافة على جدول الأعمال. تم إغلاق القضية عندما تركت هذه القضية لميزانية 1924 ليتم دراستها وحدها وليس في الميزانية العامة. أعلنت الجمعية الجديدة الجمهورية في 29 أكتوبر 1923، وأن أنقرة عاصمتها الجديدة، وتعيين مصطفى كمال باشا رئيسا للجمهورية. حُلت قضية الرئاسة التي أراد بعض النواب حلها بجعل الخليفة على رأس الدولة. هنا توقفت الدولة العثمانية رسميًا عن العمل بعد أكثر من 600 عام.
وزع الشقيقان الهنديان محمد علي جوهر ومولانا شوكت علي قادة حركة الخلافة الهندية منشورات تدعو الشعب التركي إلى الحفاظ على الخلافة العثمانية في سبيل الإسلام. وفي 24 نوفمبر 1923 أرسل سيد أمير علي وآغا خان الثالث رسالة إلى عصمت باشا (إينونو) نيابة عن الحركة. لكن في ظل حكومة تركيا القومية الجديدة، فُسِّر هذا على أنه تدخل أجنبي. تم وصف أي شكل من أشكال التدخل الأجنبي بأنه إهانة للسيادة التركية والأسوأ من ذلك، أنه تهديد لأمن الدولة. اغتنم مصطفى كمال باشا فرصته على الفور. علاوة على ذلك ففي يناير 1924 أدت طلبات الخليفة عبد المجيد أفندي بزيادة مخصصات الخلافة، وكذلك مجيء الوفود الرسمية إلى إسطنبول لزيارته إلى تسريع إلغاء الخلافة. وصف الرئيس مصطفى كمال طلب الخليفة بمقابلة ممثلي الدول الأجنبية بأنه انتهاك واضح لمستقبل الجمهورية التركية وحذر الخليفة من أن يحلم بالسلطنة. في 25 فبراير 1924 أثناء مفاوضات الميزانية تمت مناقشة مسألة تخصيص الخليفة والأسرة في الجمعية.

### قانون الإلغاء
في 3 مارس 1924 تم تقديم اقتراح قانون يتكون من اثنتي عشرة مادة حول إلغاء الخلافة، أعده نائب أورفة الشيخ صفط أفندي وأصدقاؤه البالغ عددهم 53 إلى البرلمان. تنص المادة الأولى على تسوية قضية الخليفة وإلغاء الخلافة بعد قراءة الاقتراح؛ بعد ذلك تم قبول المادة 2 المتعلقة بطرد أفراد الأسرة العثمانية إلى خارج تركيا. وتم قبوله بأغلبية 157 من أصل 158 عضوا حضروا الجلسة. وصوت زكي بك نائب كوموشان بالرفض الوحيد.
وفي الجلسة نفسها تم إقرار قانون إلغاء وزارة الشؤون الدينية والأوقاف والأركان، وقانون توحيد التعليم، وتقرر إنشاء مديرية الشؤون الدينية. بينما تم منح أفراد الأسرة العثمانية عشرة أيام للسفر إلى الخارج، تم وضع عبد المجيد أفندي في القطار من محطة كاتالجا مع عائلته المكونة من أحد عشر شخصًا في نفس الليلة؛ ورافقه حاكم إسطنبول ورئيس الشرطة حتى الحدود.

## النتائج

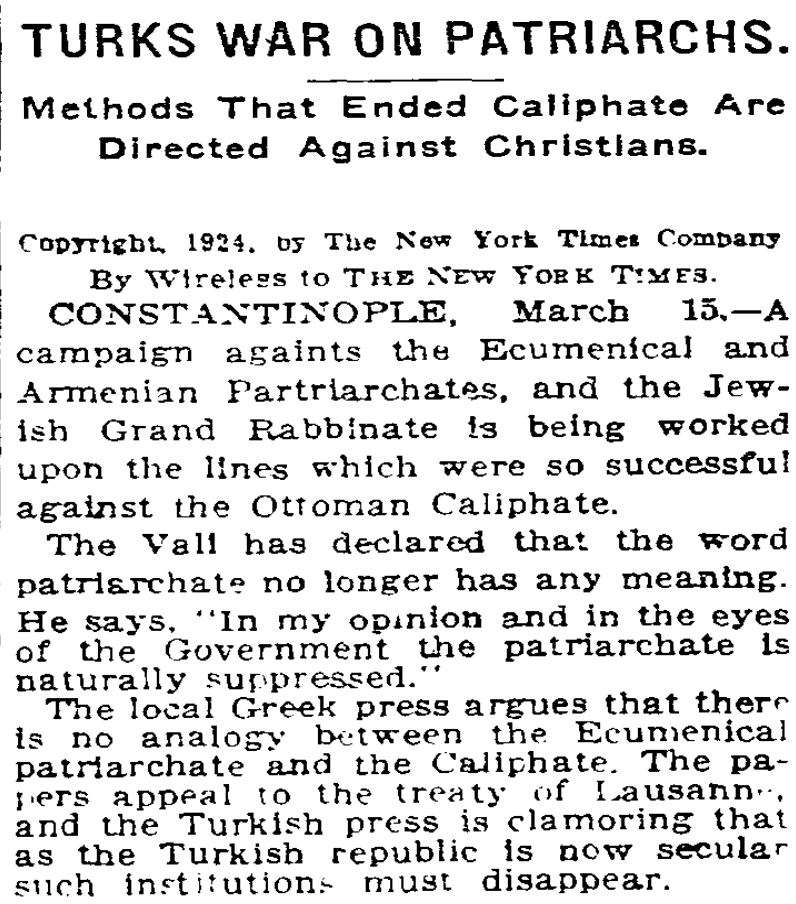
حرب الأتراك على البطاركة، بعد إلغاء الخلافة كما ورد في نيويورك تايمز، 16 مارس 1924

نشر عبد المجيد أفندي الذي ذهب إلى سويسرا بعد مغادرته تركيا، بيانًا عبر وكالات الأنباء في 11 مارس 1924 وأعلن أنه يرفض قرار الحكومة التركية ودعا المسلمين إلى عقد مؤتمر. وبعدها ببضعة أيام ذكّرته الحكومة السويسرية بأنه حصل على تصريح إقامة بشرط ألا يشارك في الدعاية السياسية. فذهب إلى فرنسا في أكتوبر 1924، ولكنه لم يستطع أن يجد الاهتمام الذي كان يأمله من العالم الإسلامي فيما يتعلق بالخلافة، لذلك كرس نفسه للعبادة والرسم والموسيقى.
في مارس 1924 صاغ محمد الجيزاوي مدير جامعة الأزهر المرموقة بالقاهرة ردًا مباشرًا على مسألة انهيار الخلافة والوعظ في مثل هذه البيئة:
لما كانت الخلافة في الإسلام هي السيطرة العامة على الشؤون الروحية والزمنية للإسلام. وحيث أن الحكومة التركية حرمت الخليفة عبد المجيد من صلاحياته الزمنية، وبالتالي حرمته من أن يصبح الخليفة بالمعنى الذي يقتضيه الإسلام؛ معتبرة أن الخليفة مقدّر من حيث المبدأ أن يكون ممثلاً للنبي، ويحافظ على كل ما يتعلق بالإسلام، مما يعني بالضرورة أن الخليفة يجب أن يكون موضع احترام وتوقير وطاعة؛ وحيث أن الخليفة عبد المجيد لم يعد يمتلك مثل هذه المؤهلات وليست لديه حتى القدرة على العيش في وطنه؛ لذلك تقرر الآن عقد مؤتمر إسلامي يمثل جميع الدول الإسلامية للنظر في من يجب تعيينه خليفة ...
انهارت مؤسسة الخلافة بعد فشل العالم الإسلامي في إيجاد إجماع على تعيين خليفة.

ففي مصر تركز النقاش حول كتاب مثير للجدل بقلم علي عبد الرازق دعا فيه إلى الحكومة العلمانية وضد الخلافة.
يوجد اليوم إطاران شاملان للتنسيق الإسلامي: رابطة العالم الإسلامي ومنظمة التعاون الإسلامي، وكلاهما تأسس في الستينيات.
والتكتل الأكثر نشاطاً لإعادة تأسيس الخلافة هو حزب التحرير، الذي تأسس سنة 1953 ليكون منظمة سياسية في القدس التي كانت تحت سيطرة الأردن على يد تقي الدين النبهاني الباحث الإسلامي وقاضي محكمة الاستئناف في حيفا. امتدت هذه المنظمة إلى أكثر من 50 دولة، وويقدر عدد أعضائها ما بين عشرات الآلاف إلى حوالي المليون.
أعلنت المنظمات الإسلامية مثل دولة الأناضول الإسلامية الموحدة (ومقرها ألمانيا 1994-2001) والدولة الإسلامية في العراق والشام (1999-حتى الآن) إعلان الخلافة في 2014 وبإعادة تأسيس الخلافة.